# Atheïsme
Atheïsme is de afwezigheid van geloof in een of meer goden. Het begrip kent meerdere, elkaar soms overlappende, soms uitsluitende betekenissen, maar deze definitie geeft het een wetenschappelijke bruikbaarheid als overkoepelend begrip. Deze ruime definitie sluit aan bij de Griekse herkomst van het woord atheïsme - a- (zonder) en theos (god) - en overkoepelt zowel het agnosticisme als de nadrukkelijke verwerping van iedere vorm van religiositeit, zowel de overtuiging dat er onvoldoende bewijsmateriaal is om tot de aanname of afwijzing van een godheid te kunnen komen, als de overtuiging dat de wetenschap heeft bewezen dat er geen god bestaat of kan bestaan, zowel sterke (of positieve) als zwakke (of negatieve) vormen van atheïsme, zowel de opvatting dat het godsbegrip geen waarde of betekenis toekomt als de opvatting dat het godsbegrip nuttig kan zijn voor onontwikkelden, zowel de opvatting dat godsdienst slechts de wetenschap hindert als de opvatting dat de godsdienst altijd leidt tot persoonlijke en/of maatschappelijke ellende. De gegeven definitie omvat kortom alle ongeloofsposities van het spectrum dat aan de ene zijde wordt begrensd door louter intellectueel niet-weten en aan de andere zijde door politiek-maatschappelijke bestrijding van de godsdienst en werving voor het atheïsme.
Het algemeen spraakgebruik gaat over het algemeen een stap verder dan de ruime definitie en verstaat onder atheïsme niet alleen de afwezigheid van enige vorm van godsgeloof, maar ook de actieve verwerping (niet noodzakelijk tevens de bestrijding) ervan. In de gegeven (ruime) definitie is met afwezigheid geen negatief oordeel of gebrek geïmpliceerd.

## Geschiedenis

### Etymologie

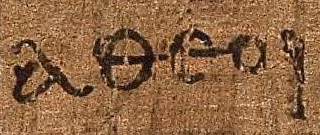
Het Oudgriekse woord ἄθεοι, letterlijk zonder god; Efeziërs 2:12 zoals geschreven op Papyrus 46

Het woord atheïsme komt van het Griekse woord ἄθεος (atheos), meervoud ἄθεοι (atheoi). Het voorvoegsel α- (a-) betekent niet of zonder en het woord θεος (theos) betekent god of godheid. Letterlijk betekent ἄθεος dus [persoon] zonder god of goddeloze, maar de ervan afgeleide term atheïsme stamt pas uit het 16e-eeuwse Frankrijk en kan in de striktere zin van het woord pas in de 17e eeuw op sommige personen worden toegepast.
De moeilijkheid om tot een algemeen aanvaarde definitie te komen, is mede het gevolg van het feit dat atheïsme wordt gedefinieerd in termen van wat het niet is: niet, zonder of tegengesteld aan theïsme. Omdat de betekenis van theïsme in verschillende culturen en verschillende historische perioden anders is, verandert mede als gevolg daarvan ook de betekenis van het atheïsme-begrip.

### Oudheid
Ideeën die soms worden gezien als atheïstisch zijn al beschreven in de Vedische periode van het oude India. De Charvaka was een materialistische school die oorspronkelijk zou zijn geschreven rond het jaar 600 v.Chr. en stelt dat religie slechts een uitvinding van de priesters is. Een andere vroege vorm van atheïsme was het Indische Sankhya-systeem dat een naturalistische wereldbeschouwing had.
In geschriften uit de klassieke oudheid is te lezen dat bij de oude Grieken het gebruikelijk was om iemand voor ἄθεος uit te maken wanneer die de traditionele opvattingen aangaande de goden niet aanvaardde; beschuldigden zoals Epicurus ontkenden echter nooit geheel het bestaan van goden. Epicurus stelde slechts dat welke goden er ook mogen zijn, zij niet om mensen geven en derhalve hen niet willen straffen in dit of enig ander leven. De Romeinse filosoof Cicero beweerde in zijn boek De natura deorum dat Diagoras van Melos en Theodorus van Cyrene atheïsten waren en niet geloofden in het bestaan van goden.
In het Romeinse Rijk was het gangbaar om religieuze tegenstanders als atheïst te stigmatiseren: de polytheïstische (heidense) Romeinen noemden de (monotheïstische) christenen en joden atheoi en vice versa terwijl ze heftig ontkenden het zelf te zijn.

### Nieuwe Tijd

Percentage mensen die in een peiling van Eurobarometer (2005) stelden in een god te geloven

De term atheïsme stamt uit het 16e-eeuwse Frankrijk, maar geleerden zoals Lucien Febvre in Le probleme de l'incroyance au XVIe siecle (1942) en Paul Oskar Kristeller in The Myth of Renaissance Atheism and the French Tradition of Free-Thought (1968) wezen erop dat atheïst toen niet meer dan een uit vijandigheid geuite negatieve benaming was en pleitten voor een scherpere definitie. Wordt die gehanteerd, dan kunnen de eerste atheïsten pas in de 17e eeuw worden gevonden.
Het moderne atheïsme ontstond toen in Europa na de middeleeuwen het denken over natuur, mens en maatschappij zich grotendeels los had gemaakt van het religieus denken van het christendom.

## Posities en bewegingen

Een Eulerdiagram dat het verband laat zien tussen zwak/sterk en impliciet/expliciet atheïsme

Hoewel atheïsme in essentie de afwezigheid van geloof in een of meer goden betekent, wordt onderscheid gemaakt tussen de niet-theïstische posities. Negatief atheïsme is de niet-acceptatie van een geloof of ongeloof in een god en positief atheïsme is het niet geloofwaardig vinden dat een god bestaat. Dit onderscheid wordt ook aangeduid met de termen zwak sterk atheïsme.
Een contrast dat hierop lijkt, is dat tussen impliciet en expliciet atheïsme. Een impliciete atheïst heeft geen weldoordachte mening over het geloof in god(en); van dergelijke personen kan worden gezegd dat ze impliciet geen geloof hebben in goden. Een expliciete atheïst heeft wel een doordachte mening betreffende het geloof in goden. Expliciete atheïsten kunnen dan het geloof in goden bewust negeren/vermijden (zwak atheïsme) of er bewust voor uitkomen dat goden volgens hen niet bestaan (sterk atheïsme). Het onderscheid tussen impliciet en expliciet atheïsme werd geïntroduceerd door George H. Smith in zijn boek Atheism. The Case Against God.

### Nieuw atheïsme
In 2004 ontstond er een atheïstische beweging die sinds 2006 nieuw atheïsme wordt genoemd. De beweging kreeg vorm door de boeken van vooral Richard Dawkins, Christopher Hitchens, Sam Harris en Daniel Dennett. Volgens Victor J. Stenger verschilt traditioneel atheïsme van het nieuwe atheïsme doordat het traditionele atheïsme verzoenend staat tegenover theïsme, terwijl het nieuwe atheïsme een vijandige houding daartegenover aanneemt.

## Verwante stromingen
Aangezien atheïsme vrijwel nooit los van een context staat, kan dit leiden tot verwarring over de definitie. Atheïsme moet niet verward worden met levensbeschouwingen als humanisme en boeddhisme, ideologieën als communisme en liberalisme, kennistheorieën als scepticisme of filosofische standpunten als objectivisme en naturalisme. Deze zijn weliswaar verenigbaar met atheïsme, maar niet noodzakelijkerwijs atheïstisch.

### Agnosticisme en ietsisme
Naast het atheïsme worden ook het agnosticisme en het filosofisch materialisme onderscheiden. Een atheïst is niet overtuigd van het bestaan van een of meer goden, maar gaat er niet noodzakelijk van uit dat er niets is tussen hemel en aarde. Een agnost (ἄγνωστος, agnōstos: onkenbaar) stelt dat het niet mogelijk is om het bestaan van hogere machten aan te tonen, maar evenmin het niet-bestaan. Het filosofisch materialisme stelt dat alles tot strikt materiële processen te herleiden is, ook onze denkprocessen. Alle materialisten zijn per definitie atheïsten, maar niet alle atheïsten zijn materialisten. Iemand die het bestaan van een god verwerpt maar wel gelooft in telepathie, is wel een atheïst maar geen materialist.

Een term die ingang vond aan het eind van de twintigste eeuw is ietsisme. Ietsisten zijn mensen die niet geloven in een god, maar wel aannemen dat er iets of iets meer is tussen hemel en aarde. Vooral jongeren blijken erg vatbaar te zijn voor deze vage, diffuse, maar veelal sociaal aanvaarde vorm van spiritualiteit die het midden houdt tussen een diep godsgeloof en een consequent, doordacht atheïsme.

### Vrijdenkerij en humanisme
De vrijdenkerij laat zich leiden door zakelijke evidenties en niet door autoriteitsgeloof of traditie. Vrijdenkerij is een levenshouding en is niet per definitie atheïstisch. In de praktijk zijn vele vrijdenkers echter wel atheïst of op zijn minst agnost. Het hedendaags humanisme is een non-theïstische overtuiging die geen bovennatuurlijke visie op de werkelijkheid accepteert.

### Ideologisch atheïsme
Bepaalde ideologische stromingen zoals het socialisme, anarchisme en het communisme hebben zich verbonden met het atheïsme. In de uit het socialisme voortkomende sociaaldemocratische stroming is dat echter al sinds de Tweede Wereldoorlog niet meer het geval. In 1967 riep het communistische regime van Albanië onder leiding van dictator Enver Hoxha, het land uit tot atheïstische staat. Eerder gebeurde dat al in het Cuba onder Fidel Castro, in 1959.

### Atheïstische religies
Er zijn ook atheïstische religies, zoals bepaalde vormen van het boeddhisme. Een lering in het boeddhisme is anatta (niet-zelf), dat het bestaan van afzonderlijke goden of geesten of menselijke zielen uitsluit of althans tot een illusie (maya) bestempelt. Atheïsme staat niet noodzakelijk haaks op religiositeit: zie bijvoorbeeld Leo Apostel, Klaas Hendrikse en Rik Pinxten, met betrekking tot atheïstische religiositeit en religieus humanisme. De vraag is daarom gerechtvaardigd of dit werkelijke religies zijn en niet beter als levensbeschouwingen gekarakteriseerd zouden moeten worden.

## Religieuze reactie op atheïsme

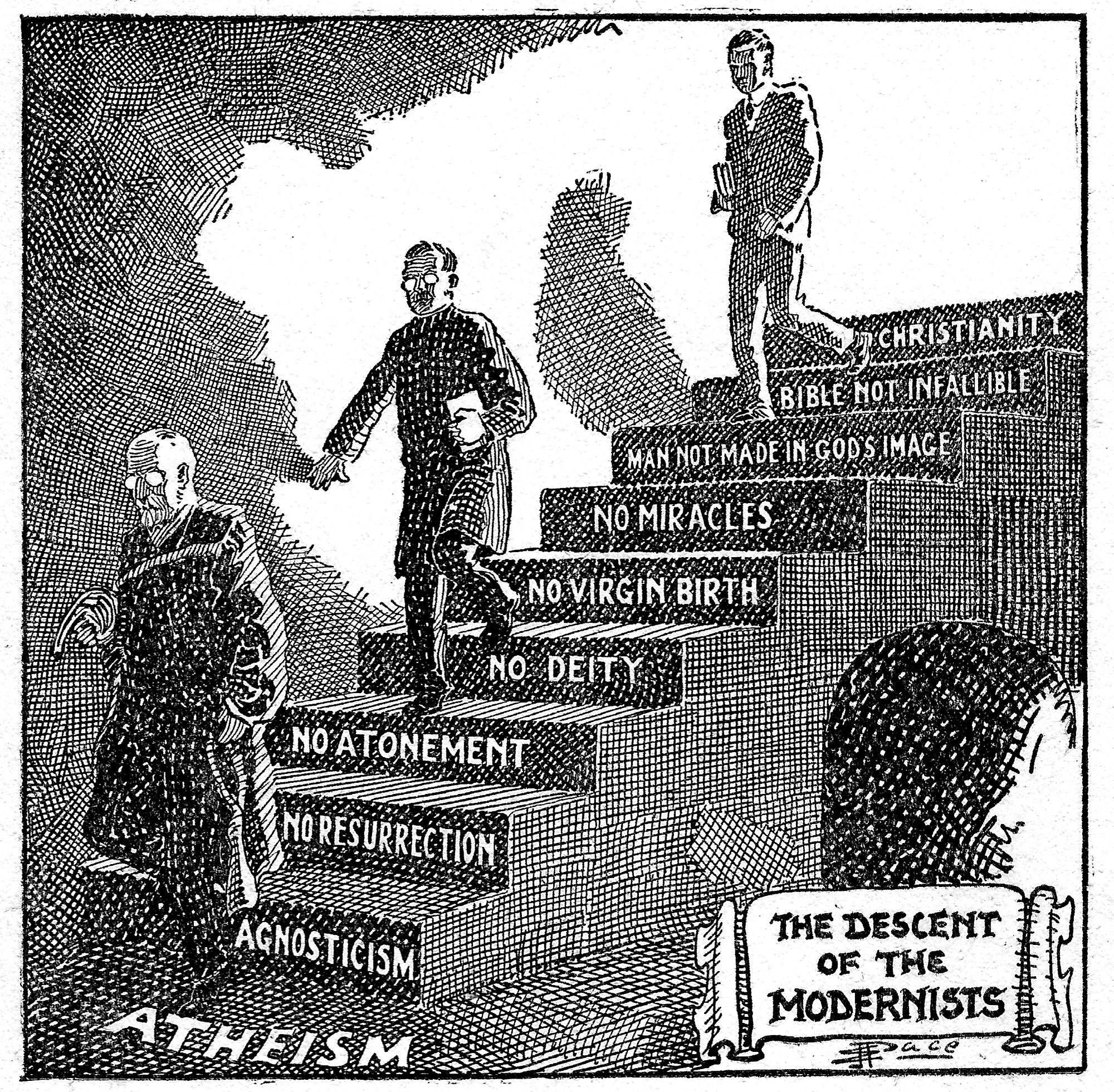
Een spotprent van E.J. Pace uit 1922 die uitbeeldt dat christenen die het modernisme aannemen, zich begeven op een dalende trap die uitkomt bij het atheïsme

Religieuze reacties op het atheïsme zijn sterk verschillend. Zo zijn er enkele islamitische landen waar op geloofsafval de doodstraf staat. In het christendom kwamen dergelijke (sterk) afwijzende reacties in het verleden ook voor.

### Katholieke reactie op atheïsme
Even na het Tweede Vaticaans Concilie richtte paus Paulus VI de Pauselijke Raad voor de Dialoog met Niet-gelovigen op. Deze raad had tot doel het atheïsme te bestuderen en te komen tot een zinvolle dialoog met atheïstische en humanistische organisaties. Deze pauselijke raad ging later op in de Pauselijke Raad voor de Cultuur. De prefect van deze Raad, kardinaal Gianfranco Ravasi organiseerde verschillende ontmoetingen tussen gelovigen en niet-gelovigen. Ook werd op zijn initiatief een tentoonstelling gehouden in de Vaticaanse Musea waar christelijke en atheïstische kunstenaars naast elkaar exposeerden. Paus Franciscus benadrukte tijdens een algemene audiëntie in mei 2013 dat Christus voor alle mensen is gestorven. Letterlijk voegde hij daaraan toe dat atheïsten en christenen op één lijn zitten als ze beiden het goede doen. Deze uitspraken werden door atheïstische organisaties enthousiast ontvangen.